# Ctenogobius stigmaturus
Ctenogobius stigmaturus es una especie de peces de la familia de los Gobiidae en el orden de los Perciformes.

## Morfología
Los machos pueden llegar a alcanzar los 6,5 cm de longitud total.

## Hábitat
Es un pez de clima subtropical  demersal.

## Distribución geográfica
Se encuentra en el Atlántico occidental central: sur de Florida, Puerto Rico, Cuba, Bermuda, Belice, Panamá e Isla Guadalupe. Es raro en las islas del Mar Caribe.

## Observaciones
Es inofensivo para los humanos.